# Подтёсово
Подтёсово — посёлок городского типа в Енисейском районе Красноярского края.
Образует муниципальное образование со статусом городского поселения посёлок Подтёсово как единственный населённый пункт в его составе. В рамках административно-территориального устройства соответствует административно-территориальной единице посёлок городского типа Подтёсово.

## География
Расположен на правом берегу Енисея, приблизительно в 20 км к северу от райцентра — города Енисейска , в 354 км к северу от Красноярска и в 100 км ниже по течению от устья реки Ангары.

## История
Первые документальные сведения о деревне Подтёсово появились в 1654 году. В некоторых источниках упоминается, что крестьяне из деревни Марково Городище переселились на новое местожительство, построив избу напротив Подтёсова острова на Енисее.  1
В 90-х годах XVII века русский картограф Семён Ремезов, сосланный составить «чертеж Сибири», нанёс село Подтёсово на карту.  1
В XVIII веке пристань Подтёсово стала центром судостроения на Енисее.  1
В 1927 году в посёлке Подтёсово открылась начальная школа.  1
В 1933 году в Подтёсовскую протоку на зимовку пришёл большой караван судов, и было принято решение строить на Енисее судоремонтные мастерские.  1
27 февраля 1936 года было принято решение о начале строительства затона и Подтёсовского судоремонтного завода.  12
В 1935 году Подтёсово посетил легендарный полярный исследователь Отто Юльевич Шмидт.  1
28 марта 1946 года деревня Подтёсово была преобразована в рабочий посёлок. Началось активное строительство производственных помещений и цехов завода, жилых домов и общественных зданий.  1
В 1945–1949 годах в посёлке Подтёсово была возведена ледозащитная дамба.  1
В 1966 году в Подтёсове на базе ремесленного училища для подготовки кадров флота было образовано профучилище.  1
В 1967 году в Подтёсове воздвигли памятник воинам, погибшим в годы Великой Отечественной войны.  1
В 1985 году началось строительство новой школы, которое закончилось только спустя 16 лет.  1
В 1996 году в Подтёсове на базе ремесленного училища для подготовки кадров флота было образовано профучилище.

## Население
| 1959  | 1970  | 1979  | 1989  | 2002  | 2007  | 2009  |
| ----- | ----- | ----- | ----- | ----- | ----- | ----- |
| 6139  | ↗6335 | ↗7059 | ↘6555 | ↘5658 | ↘4734 | ↘4602 |
| 2010  | 2012  | 2013  | 2014  | 2015  | 2016  | 2017  |
| ↗4718 | ↘4608 | ↘4439 | ↘4304 | ↘4163 | ↘4040 | ↘3928 |
| 2017  | 2020  | 2021  |       |       |       |       |
| →3928 | ↘3816 | ↘3668 |       |       |       |       |

## Местное самоуправление
Дата избрания: 14.03.2010. Срок полномочий: 5 лет. Количество депутатов: 10
Глава муниципального образования
- Лейбович Анна Матвеевна. Дата избрания: 14.03.2010. Срок полномочий: 5 лет

## Инфраструктура
Подтесовская СОШ № 46 имени Виктора Петровича Астафьева, два детских сада № 28 и № 29, школа искусств и Дом культуры. Филиал Красноярского техникума транспорта и сервиса, где ведется обучение по направлению морская техника.
Автомобильное сообщение с Красноярском и Лесосибирском через Высокогорский мост.

## Экономика
В Подтёсово расположена Подтёсовская ремонтно-эксплуатационная база флота (ПРЭБ флота) — самая крупная речная РЭБ на всей территории бывшего СССР. ПРЭБ флота является градообразующим предприятием и обеспечивает работой значительную часть жителей посёлка.